# Як-112
Як-112 — советский/российский лёгкий многоцелевой самолёт ОКБ Яковлева, предназначенный для перевозки трёх пассажиров, а также небольших грузов. Может использоваться в качестве патрульного, санитарного или учебного самолёта.

## Разработка
Разработка легкого многоцелевого самолета Як-112 началась в ОКБ Яковлева в 1988 году под руководством  Д. Драча. Несмотря на то, что Як-112 создавался как многоцелевой самолет он имеет достаточно маленькую массу. На его борту может разместиться только три пассажира. При проектировании самолета особое внимание уделялось вопросам эргономики и комфорта салона для пассажиров.
Первый прототип самолета с двигателем "Теледайн Континентал" IO-360-ES  поднялся в воздух в октябре 1992 года с заводского аэродрома в Смоленске, где предполагалось наладить серийный выпуск Як-112. Испытания показали, что самолет с этим двигателем обладает недостаточной энерговооруженностью, отмечались и другие недостатки. В 1993 году производство Як-112 перевели на Иркутский авиационный завод, специалисты которого взялись модернизировать самолет.
Первый самолет изготовленный на авиационном заводе в Иркутске взлетел в декабре 1995 года, на нем был установлен двигатель "Лайкоминг" IO-540-ES, мощностью 260 л.с., а также проведены доработки по облегчению конструкции. 
Всего на Иркутском авиационном заводе (ИАПО) было построено 6 экземпляров Як-112

## Конструкция
Як-112 — подкосный цельнометаллический моноплан с верхнерасположенным крылом.
Фюзеляж — типа полумонокок. Двери расположены на обоих бортах. Остекление кабины круговое, что увеличивает обзор лётчику. Кабина закрытая, негерметичная, четырехместная.
Крыло — прямое двухлонжеронной конструкции с подкосом. Поперечный набор 14 нервюр. Механизация крыла — закрылок большой площади.
Шасси — трехопорное с носовой стойкой, неубирающееся. Колеса закрыты обтекателями. Предусмотрена возможность установки лыжного и поплавкового шасси.
Силовая установка — поршневой двигатель "Лайкоминг" IO-540-ES или "Теледайн Континентал" IO-550M. Воздушный винт металлический трёхлопастный.
В зависимости от заказчика самолет может иметь различную комплектацию бортового оборудования. Навигационное оборудование позволяет осуществлять полеты ориентируясь исключительно на их показатели. Кроме того самолет может проводить вылеты в любое время суток при сложных метеорологических условиях.

## Модификации
| Название модели | Краткие характеристики, отличия.                                              |
| --------------- | ----------------------------------------------------------------------------- |
| Як-112          | Базовый. Первый полёт 20 октября 1992 года.                                   |
| Як-112А         | 6-местный (проект). Отличается конструкцией фюзеляжа. Разработан в 1998 году. |
| Як-112И         | С двигателем Teledyne Continental Motors.                                     |
| Як-112П         | С поплавковым шасси.                                                          |

## Тактико-технические характеристики

### Технические характеристики
- Экипаж: 1 человек
- Длина: 6,96 м
- Размах крыла: 10,25 м
- Площадь крыла: 14 м²
- Масса
  - Пустого: 775 кг
  - Максимальная взлётная: 1340 кг
- Полезная нагрузка: 3 пассажира или 270 кг груза
- Двигатели: 1 ПД Teledyne Continental Motors IO-360 ES
- Мощность: 1 х 260

### Лётные характеристики
- Максимальная скорость: 250 км/ч
- Дальность полёта: 2 000 км
- Практический потолок: 4000 м